# شهرستان چینگشو
شهرستان چینگشو (به لاتین: Qingxu County) یک شهرستان‌های جمهوری خلق چین در چین است که در تائی‌یوان واقع شده‌است.